# Katharina Buschillion
Katharina Buschillion (Fribourg, voor 22 juni 1389 - aldaar, 1441-1442) was een Zwitserse heks.

## Biografie
Katharina Buschillion was een dochter van Heinrich Musschillis, een handelaar. Ze huwde op 22 juni 1389 Franciscus Buschillion, die tevens handelaar was. Ze werd ondervraagd tijdens de processen tegen de Waldenzen in 1399 en 1430, maar werd niet veroordeeld. Haar testament, dat dateerde van 21 september 1439, wees haar evenwel aan als lid van de Vaudois-sekte.